# Hercegovačka franjevačka provincija
Hercegovačka franjevačka provincija Uznesenja BDM franjevačka je provincija koja obuhvaća prostor Hercegovine. Osnovana je 27. travnja 1892. godine.

## Povijest
Prisutnost franjevaca u Hercegovini zabilježena je već u 15. stoljeću. No, život na ovom području za katoličko hrvatsko pučanstvo, pa tako i franjevce, nije bio niti malo lagan, pogotovo dolaskom Turaka.
Turci su 1563. godine srušili i spalili franjevačke samostane u Mostaru i Ljubuškom, a prije toga, 1524. godine u Konjicu. Franjevce su protjerali ili poubijali. 
Na području Hercegovine uslijedilo je teško razdoblje za crkvu, fratri su po grobljima i misištima krišom pastorizirali preostali porobljeni puk. Na početku su djelovali iz Živogošća i Zaostroga, a poslije Karlovačkog mira 1699. godine i iz samostana provincije Bosne Srebrene (Kreševa, Fojnice i Kraljeve Sutjeske).
Hercegovina se odvaja od matične provincije Bosne Srebrene 16. svibnja 1844. godine. Temeljni kamen samostanu na Širokom Brijegu položen je 23. srpnja 1846. godine, a Kustodija je osnovana 3. listopada 1852. godine.

## Uprava
- Provincijal – fra Jozo Grbeš
- Vikar – fra Miro Šego
- Definitori – fra Mladen Vukšić, fra Danko Perutina, fra Ante Bekavac, fra Josip Vlašić, fra Slaven Brekalo

## Vanjske poveznice
Mrežna mjesta
- Hercegovačka franjevačka provincija Uznesenja BDM, službeno mrežno mjesto